# Breitfeld
Breitfeld est un hameau de la commune belge de Saint-Vith (en allemand : Sankt Vith) située en Communauté germanophone et en Région wallonne dans la province de Liège.
Avant la fusion des communes de 1977, Breitfeld faisait partie de la commune de Lommersweiler.
Le 31 décembre 2015, le hameau comptait 136 habitants.

## Situation
Dans un environnement de prairies, Breitfeld  se situe à 3 km au sud-est du centre de la ville de Saint-Vith. L'extrémité ouest de la localité se raccorde à la route nationale 646 et au hameau de Wiesenbach.
L'autoroute E42 passe à quelques hectomètres au sud de la localité. Elle emprunte à ce niveau un important pont autoroutier, le viaduc de Breitfeld dominant le petit lac de Breitfeld alimenté par le ruisseau Prümerbach, un affluent de la Braunlauf.

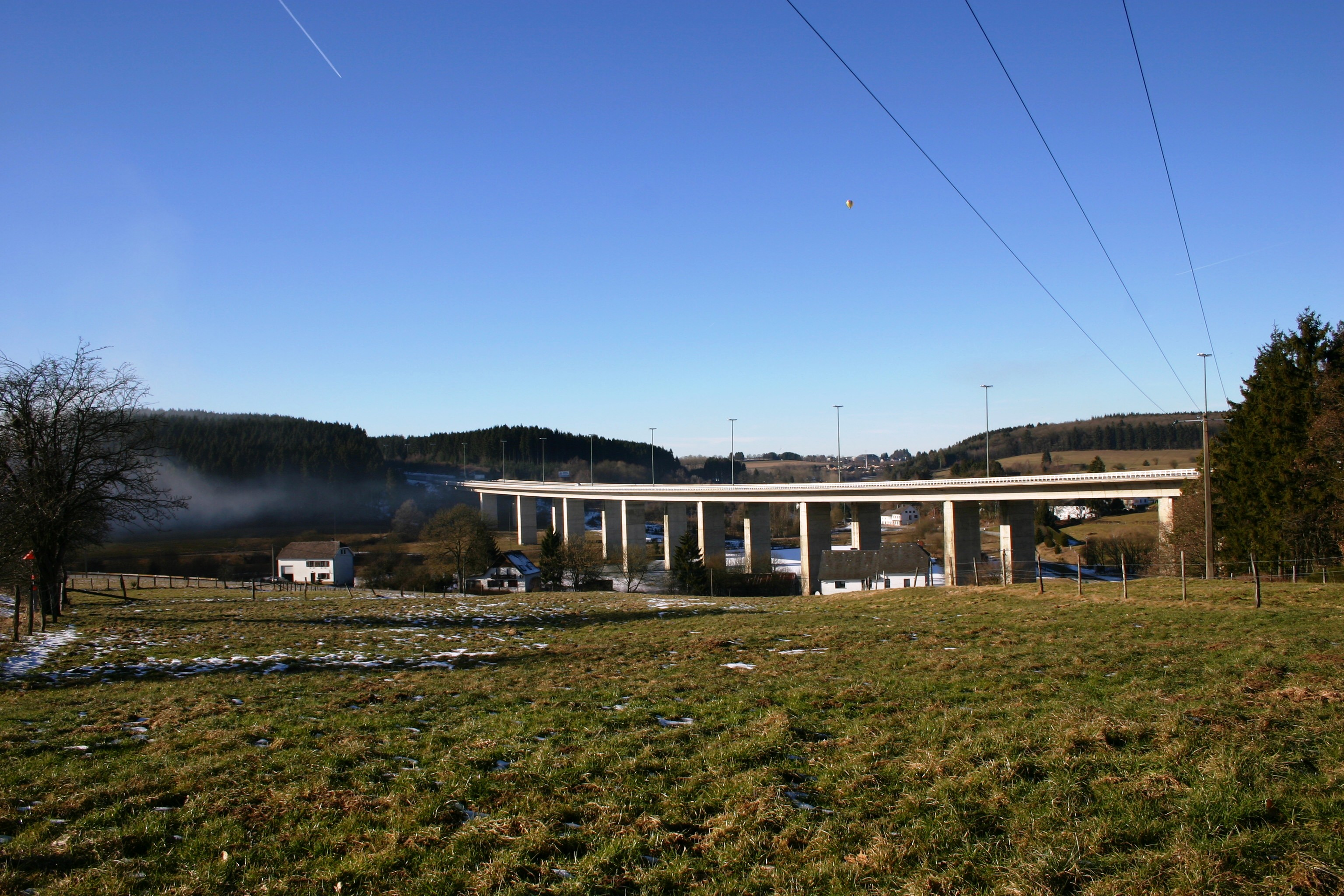
Le viaduc de Breitfeld